# Zé Carlos (futbolista nacido en 1975)
José Carlos Santos da Silva (Ipirá, 19 de marzo de 1975), conocido como Zé Carlos, es un exfutbolista y asistente técnico brasileño. Jugaba de delantero y fue asistente técnico de Vinícius Eutrópio en el Club Bolívar de la Liga de Fútbol Profesional Boliviano.

## Trayectoria
Zé Carlos tomó su apodo jugando en el Botafogo, donde fue campeón en 1997. Jugó en varios clubes de Brasil, Corea del Sur, Portugal, etc. A mediados de 2010, llegó a prueba al Club Bolívar junto con Vladimir Da Silva y Vanderlei, de los cuales iba a ser el único que mostraría un buen rendimiento y quedaría para reforzar al club.
En 2011 fue el goleador del Bolívar durante el «Torneo Fundadores de la Liga» marcando nueve tantos, entre ellos, el primero en la victoria sobre La Paz F.C. en la última fecha del torneo, partido que terminó con el triunfo del Bolívar por 2-1 y permitió al equipo obtener su decimoséptimo título.
Tras su retiro, cumplió funciones en el Club Bolívar como asistente técnico del entonces entrenador Vinícius Eutrópio.

## Clubes
| Club                      | País          | Año         |
| ------------------------- | ------------- | ----------- |
| Atlético Clube Goianiense | Brasil        | 1995        |
| Botafogo                  | Brasil        | 1996 - 2001 |
| Guarani Futebol Clube     | Brasil        | 2001        |
| Malatyaspor               | Turquía       | 2002        |
| Flamengo                  | Brasil        | 2003        |
| Pohang Steelers           | Corea del Sur | 2004        |
| Juventud                  | Brasil        | 2005        |
| Marítimo                  | Portugal      | 2006        |
| Braga                     | Portugal      | 2006 - 2007 |
| APOEL FC                  | Chipre        | 2007 - 2008 |
| Trofense                  | Portugal      | 2008        |
| Veria FC                  | Grecia        | 2009        |
| Juventud                  | Brasil        | 2009        |
| Botafogo-DF               | Brasil        | 2010        |
| Club Bolívar              | Bolivia       | 2010 - 2011 |